# Зерба
Зерба (нем. Serba) — община в Германии, в земле Тюрингия. 
Входит в состав района Заале-Хольцланд. Подчиняется управлению Бад Клостерлаусниц.  Население составляет 699 человек (на 31 декабря 2010 года). Занимает площадь 7,07 км².
Коммуна подразделяется на 3 сельских округа.